# Enicospilus carlota
Enicospilus carlota là một loài tò vò trong họ Ichneumonidae.